# Adults
Adults est une série télévisée américaine créée par Ben Kronengold et Rebecca Shaw, diffusée depuis le 28 mai 2025 en simultané sur FX et le service Hulu aux États-Unis ainsi que sur le service Disney+ dans le reste du monde, incluant les pays francophones.

## Synopsis
Un groupe de colocataires new-yorkais dans la vingtaine essaie de grandir, de se responsabiliser et d'être de meilleures personnes… mais la maturité n’est pas aussi simple qu’ils l’imaginaient.

## Distribution

### Acteurs principaux
- Malik Elassal (en) (VF : Valentin Merlet) : Samir Rahman
- Lucy Freyer (en) (VF : Léana Montana) : Billie Schaeffer
- Jack Innanen (en) (VF : Jean-Stan Du Pac) : Paul Baker
- Amrita Rao (VF : Ludivine Maffren) : Issa
- Owen Thiele (en) (VF : Simon Koukissa-Barney) : Anton Evans

### Acteurs récurrents
- Rachel Marsh (en) (VF : Lauriane Lemasson puis Laura Hatchadourian) : Carly
- Charlie Cox (VF : Jérémy Bardeau) : Andrew / M. Professeur

### Invités
- D'Arcy Carden (VF : Véronique Desmadryl) : Allison
- Ray Nicholson (VF : Nathan Mansuy) : Ethan
- John Paul Reynolds (VF : Antoine Schoumsky) : Brian
- Julia Fox (VF : Ingrid Donnadieu) : elle-même
- Will Ropp (en) (VF : Thibault Lansade) : Kyle Haberman
- Grace Kuhlenschmidt (en) (VF : Vanessa Van-Geneugden) : Taryn
- Tala Ashe : Hilary

## Épisodes
1. Épisode pilote (Pilot)
2. Rôti à la broche (Spit Roast)
3. Avez-vous vu cet homme ? (Have You Seen This Man?)
4. Les règles de la maison (House Rules)
5. Psycide (Theracide)
6. Poulet rôti (Roast Chicken)
7. Annabelle (Annabelle)
8. Le courrier (The Mail)